# أرسنال موسم 2025–26
موسم 2025–26 هو الموسم الرابع والثلاثون لنادي أرسنال لكرة القدم في الدوري الإنجليزي الممتاز، والموسم المائة على التوالي في الدرجة الأولى من كرة القدم الإنجليزية، والموسم الـ109 في الدرجة الأولى بشكل عام.   بالإضافة إلى الدوري المحلي، يشارك أرسنال أيضًا هذا الموسم في نسخ كأس الاتحاد الإنجليزي وكأس الرابطة الإنجليزية ودوري أبطال أوروبا، والتي تعد الأخيرة المشاركة الأوروبية الأربعين. ويغطي الموسم الفترة من 1 يوليو 2025 إلى 30 يونيو 2026.